# Muhammad Saleem
Muhammad Fahad Saleem es un botánico, algólogo, y profesor pakistaní, en el "Departamento de Botánica", en la "Government College University", en Lahore.

## Algunas publicaciones
- 2010. Randomised controlled trial of Withania somnifera root powder in Parkinson's Disease.
- 1988. Influence of temperature, moisture, and nitrogen on tillering of sorghum and pearl millet. Ed. Kansas State University. 296 pp.

- La abreviatura «Saleem» se emplea para indicar a Muhammad Saleem como autoridad en la descripción y clasificación científica de los vegetales.[2]